# Ďábel a slečna Chantal
Ďábel a slečna Chantal (portugalsky O Demónio e a Senhorita Prym) je román brazilského spisovatele Paula Coelha vydaný poprvé roku 2000. Český překlad Marie Havlíkové a Pavly Lidmilové vydalo nakladatelství Argo v roce 2001.
Román je závěrečným dílem trilogie nazvané A dne sedmého... Všechny tři knihy ukazují, že veliké změny se dějí během krátké doby (první díl má název U řeky Piedra jsem usedla a plakala, druhý díl se jmenuje Veronika se rozhodla zemřít).

## Děj románu
Děj se odehrává v malé vesničce Viscos, která má tři ulice, hospodu, kostel a hřbitov. V posledních letech se zde projevil odliv mladých lidí, odcházejících do větších měst za prací. Obyvatelé ubývají a stárnou, zbyla tu jen jedna dívka, Chantal. Je krásná a muži jí nadbíhají, ale ona až do teď čekala na toho pravého, který jí odvede z rodné vísky do velkoměsta a změní jí život. Zatím si s ní přijíždějící turisté jen zašpásují a nenabízí více.
Jednoho dne do vesnice přichází cizinec. První ho zahlédne stará Berta a poznává, že s ním přichází Ďábel.
Cizinec se na procházce v lese seznámí s Chantal a nabídne jí zlatou cihlu za to, když ve vesnici poví, že jim cizinec dá deset zlatých cihel, jestliže se někdo z vesnice dopustí vraždy. Chantal si je vědoma pokušení v podobě zlata a nejdříve se zdráhá vesnici tomuto pokušení vystavovat. Nakonec však podlehne a udělá, oč ji cizinec žádal.
Vesničané se dohodnou, koho obětují a dokonce se shodnou, jak to udělat. Všichni odnesou svoje zbraně do kostela a farář jim je nabije. Do poloviny pušek dá ostré náboje a do poloviny slepé. A až Bertu zastřelí (stejně je už stará a nemá zde nikoho), tak nebude jasné, čí kulka to byla. A všichni si mohou myslet, že ta jejich to nebyla a že jsou nevinní.
Zdálo se, že nikdo z vesnice nemá námitky. A tak večer uspí Bertu prášky na spaní a přiváží ji k obětnímu kamenu – zády k sobě, protože do očí se jí dívat nechtějí.
Na poslední chvíli přece jen v Chantal zvítězí Anděl nad Ďáblem a ona před střelbou promluví a odradí všechny střelce od vraždy. Za tuto odvahu a nejen za ni si cizinci řekne o svou zlatou cihlu a ještě o těch dalších deset, co měly patřit vesnici. A pak odejde do města začít nový život.
Závěrečné vysvětlení: Proč chtěl cizinec, aby byla spáchána vražda? Před dvěma lety měl prosperující firmu na výrobu zbraní, dvě dcery a manželku. Poté, co mu ženu a dcery zavraždili teroristé JEHO zbraněmi, tak se chtěl dozvědět, co udělal špatně a proč ho Bůh trestá; nebo zda to byl neodvratitelný osud, protože lidé jsou zlí a hamižní.
Vždyť on udělal všechno správně. Jeho zbraně měly sloužit jen jako prostředek k udržení pořádku, sám na to dohlížel, pravidelně chodil do kostela, dodržoval všechna přikázání, vyžadoval jen to, na co měl právo. Tak kde se stala chyba?